# Wilhelm Sello
Johann Wilhelm Sello (né le 14 novembre 1756 à Berlin, mort le 20 avril 1822 à Bornstedt) est un jardinier allemand.

## Biographie
Après son apprentissage de jardinier, Wilhelm Sello est de 1777 à 1822 "Königlicher Planteur" du palais de Sanssouci. Il est responsable des avenues de toute la ville de Potsdam, ainsi que des vignobles et des vergers de Sanssouci, des plantations dans le jardin de faisans et de la remise du Ruinenberg (de).
À partir de 1790, il est responsable de la pépinière du directeur du jardin royal, Johann Gottlob Schulze (de), nouvellement créée cette année. D'une part, cela donne aux jardins royaux des plantes qui devaient auparavant être livrées de Hollande. D'autre part, cette pépinière fournit également des plantes gratuitement au clergé et aux enseignants (c'est-à-dire aux instructeurs de connaissances botaniques les plus importants à cette époque). Aujourd'hui, de cette pépinière, un seul spécimen d'arbre, un Catalpa bignonioides, est préservé.
Peu de temps avant l'âge de la retraite, le jeune Peter Joseph Lenné devient compagnon de jardinage à Potsdam-Sanssouci en mars 1816.
Wilhelm Sello est enterré dans le cimetière familial privé des Sello (de) situé au cimetière de Bornstedt.